# Campos de concentración para japoneses en Canadá

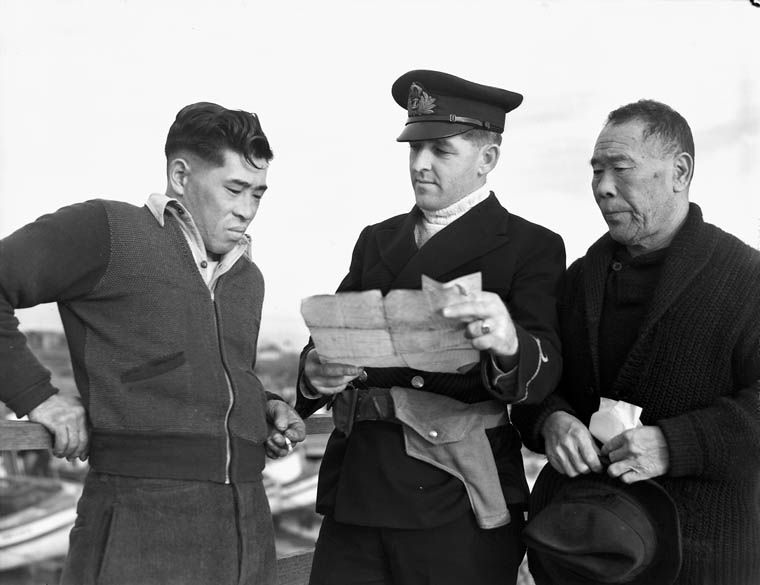
Barco confiscador japonés-canadiense.

De 1942 a 1949, Canadá reubicó y encarceló por la fuerza a más de 22.000 canadienses-japoneses (que representan más del 90% de la población canadiense-japonesa total) de Columbia Británica en nombre de la «seguridad nacional». La mayoría eran ciudadanos canadienses por nacimiento y fueron segregados en función de su ascendencia. Esta decisión siguió a los acontecimientos de la guerra del Japón imperial en el Pacífico contra los aliados occidentales, como la batalla de Hong Kong, el ataque a Pearl Harbor en Hawái y la caída de Singapur que condujo a la declaración canadiense de guerra contra Japón durante la Segunda Guerra Mundial.
En agosto de 1944, el primer ministro Mackenzie King anunció que los canadienses-japoneses serían trasladados al este fuera del interior de Columbia Británica. La política oficial establecía que los canadienses japoneses debían trasladarse al este de las Montañas Rocosas o ser deportados a Japón una vez finalizada la guerra. En 1947, a muchos canadienses-japoneses se les había concedido la exención de esta zona de prohibición de entrada obligatoria. Sin embargo, no fue hasta el 1 de abril de 1949 que a los canadienses-japoneses se les concedió libertad de movimiento y pudieron volver a entrar en la «zona protegida».

## Durante la Primera Guerra Mundial
En la Primera Guerra Mundial, Japón fue aliado del Reino Unido y las opiniones de los canadienses-japoneses mejoraron ligeramente. Algunos de ellos se alistaron en las fuerzas canadienses. En el frente interno, muchas empresas comenzaron a contratar grupos que habían estado subrepresentados en la fuerza laboral (incluidas mujeres, inmigrantes japoneses y refugiados yugoslavos e italianos que habían huido a Canadá durante el conflicto) para ayudar a satisfacer las crecientes demandas de Gran Bretaña y sus aliados en el extranjero. Las empresas que antes se habían opuesto a hacerlo ahora estaban más que felices de contratar canadienses japoneses porque había «trabajo más que suficiente para todos».
Sin embargo, al final de la guerra, los soldados que regresaban a casa y encontraban sus puestos ocupados por otros, incluidos inmigrantes japoneses, estaban indignados. Mientras luchaban en Europa, los japoneses se habían establecido con seguridad en muchos negocios y ahora, más que nunca, eran percibidos como una amenaza para los trabajadores blancos.

## Durante la Segunda Guerra Mundial
Cuando comenzó la Guerra del Pacífico, aumentó la discriminación contra los canadienses-japoneses. Tras el ataque a Pearl Harbor en diciembre de 1941, todos los canadienses-japoneses fueron clasificados, independientemente de su ciudadanía, como extranjeros enemigos según la Ley de Medidas de Guerra, pero el lugar de residencia al estallar la guerra afectó significativamente la eliminación de sus derechos personales.
A partir del 8 de diciembre de 1941, 1.200 barcos pesqueros de propiedad japonés-canadiense fueron incautados como «medida de defensa». El 14 de enero de 1942, el gobierno federal emitió una orden pidiendo la expulsión de los ciudadanos japoneses varones de entre 18 y 45 años de un área protegida designada de 100 millas (160 km) tierra adentro desde la costa de Columbia Británica. El gobierno federal también promulgó una prohibición contra la pesca japonés-canadiense durante la guerra, prohibió las radios de onda corta y controló la venta de gasolina y dinamita a los japoneses canadienses. Los ciudadanos japoneses expulsados de la costa después de la orden del 14 de enero fueron enviados a campamentos en las carreteras alrededor de Jasper, Alberta. El 19 de febrero de 1942, el presidente estadounidense Franklin D. Roosevelt firmó la Orden Ejecutiva 9066, que pedía la expulsión de 110.000 personas de Ascendencia japonesa de la costa americana. Anne Sunahara , historiadora del internamiento, sostiene que «la acción estadounidense selló el destino de los canadienses-japoneses». El 24 de febrero, el gobierno canadiense emitió la orden en el consejo PC 1486, que permitió la expulsión de «todas las personas de origen japonés». Esta orden del consejo otorgó al Ministro de Justicia amplios poderes para expulsar a personas de cualquier área protegida en Canadá, pero estaba destinada a los canadienses japoneses en la costa del Pacífico en particular. El 25 de febrero, el gobierno federal anunció que los canadienses japoneses estaban siendo trasladados por razones de seguridad nacional. En total, 27.000 personas fueron detenidas sin cargos ni juicio, y sus propiedades confiscadas. Otros fueron deportados a Japón.